# Cornii de aur de la Gallehus
Cornii de aur de la Gallehus sunt două artefacte arheologice în formă de corn, descoperite în Danemarca și datând din secolul al V-lea d.Hr. Cornii sunt alcătuiți din mai multe segmente realizate dintr-o foiță dublă de aur și sunt decorate cu figuri și inscripții.

## Istoric
Cornii de aur de la Gallehus au fost descoperite la Gallehus, la nord de Møgeltønder, în Iutlanda de Sud, Danemarca, la 20 iulie 1639 de către dantelăreasa Kirstine Svensdatter și la 21 aprilie 1734 de către fermierul Jerk Lassen. Acestea două artefacte se aflau la o distanță de 15-20 m una de cealaltă.
În 1802, artefactele au fost furate și topite, astfel încât cornii originali s-au pierdut definitiv și îi cunoaștem doar din desenele realizate la momentul descoperirii lor. Pe baza acestor desene au fost realizate copiile actuale.

## Descriere
Acestea sunt alcătuite din mai multe segmente îmbinate, realizate din două straturi de foiță de aur. Foița interioară este un aliaj de aur și argint, în timp ce foița exterioară este din aur pur. Cornii sunt decorați cu figuri și inscripții în limba protogermanică.
Acestea prezintă figuri antropomorfe și zoomorfe provenite din diferite tradiții, în scene de dans ale războinicilor. Cel mai mic corn poartă inscripția runică a semnăturii autorului său: Hlewagastiz Holtijaz.
Cornii datează de la începutul secolului al V-lea d.Hr., adică de la începutul epocii germanice a fierului.

## Interpretare
Obiectele ar fi putut fi folosite drept coarne de lux pentru băut sau, eventual, ca instrumente muzicale de suflat.
Semnificația lor rămâne însă incertă, deoarece ar putea fi pur și simplu obiecte de ceremonie.

## Conservare
Cornii originali au fost furați și topiți în 1802, dar în secolul al XIX-lea au fost realizate copii după desenele vechi. Copiile sunt expuse la Muzeul Național al Danemarcei, din Copenhaga.